# Sistema Escolar del Condado de Jefferson
El Sistema Escolar del Condado de Jefferson (Jefferson County Public School System) es un distrito escolar de Alabama. Tiene su sede en Homewood, cerca de Birmingham. En las áreas en el Condado de Jefferson fuera de Birmingham y Homewood, el Sistema Escolar del Condado de Jefferson gestiona escuelas públicas. En Birmingham, Escuelas de la Ciudad de Birmingham gestiona escuelas públicas.